# Index librorum prohibitorum
Списак забрањених књига (лат. Index Librorum Prohibitorum) био списак публикација које је Католичка црква забранила. Дана 14. јуна 1966, списак је укинуо папа Павле VI.
Прву верзију (Паулински списак) је објавио Папа Павле IV 1559. године, а ревидирани и мало ублажени облик (Трентски списак) на снагу ставио Трентски сабор. Објављивање Списка је означило прекретницу у слободи истраживања у католичком свету.
Прокламовани циљ списка је био да заштити веру и морал верника, спречавајући читање неморалних књига или књига који садрже теолошке грешке, иако су се на овом Списку нашли и научни радови водећих астронома попут Јохана Кеплера. Разна издања су такође садржала и црквена правила која су се тицала читања, продавања и цензуре књига. Рукописи који су прошли инспекцију службених читача су били штампани са натписом nihil obstat (ништа не забрањује) или Imprimatur (нека буде штампано) на насловној страни.
Да би контролисала проток забрањених књига Црква 1571. године оснива посебно тело за попуњавање списка, Свету конгегацију за индекс. Конгрегација се скупљала неколико пута годишње када би ажурирали списак. Између састанака чланови Савета су пратили дела која су објављивана како легалним тако и илегалним токовима и анализирали њихов садржај. У случају да нађу нешто непогодно на следећем већу би износили своје закључке и заједно одлучивали у коју категорију ће сврстати тај садржај. Касније су те закључке презентовали папи који је морао да даа коначну пресуду о убацивању дела у индекс.

## Категорије индекса
Индекс је имао три целине у које су груписани аутори или дела:
Црна листа, где су стављани писци који су према њиховим мерилима највише згрешили. Ту су већином спадали аутори филозофске или просветитељске мисли, као и они који су писали о сексуалним темама или су пропагирали неку другу религијску орјентацију осим католичке. Имена тих аутора и дела је било забрањено спомињати у јавности. На тој листи су се налазили сви аутори који се данас сматрају темељом филозофске мисли, као што су Русо, Кант, Паскал и многи други.
Сива листа је сачињавала списак мање штетних писака који су повремено могли да објављују преводе. Према мишљењу Савета ови писци су пропагирали јерес, богохуљење и антиклерикализам. Познатији аутори на овој листи су Данте, Коперник, Де Сад и други.
Смеђа листа је садржала имена писаца који су могли да пишу и објављују дела, али нису смели да буду примани међу чланове академије, или да добијају икаква признања.
Међутим, неки од научних радова који су Списком забрањених књига били забрањени (на пример о основама космологије) се данас редовно користе у настави на католичким универзитетима широм света. Ђордану Бруну, чији су радови били на Списку, је сада подигнут споменик у Риму на месту где је жив спаљен на ломачи. Списи Марије Валторте који су били на Списку су у међувремену добили имприматур од римокатоличког бискупа. Мери Фаустина Ковалска, која је била на Списку је у међувремену проглашена светицом. Развој након укидања Списка осликава губитак значаја Списка у 21. веку.
Скоро пет векова, до укидања индекса 1966. године црква је покушавала да управља садржајем који су објављивали аутори и покушавала да сузбије мисаоне процесе неких од највећих и најпознатијих научника данашњице и њихову тежњу ка напретку света.